# بابونه مازندرانی
بابونه مازندرانی (نام علمی: Anthemis mazandaranica) نام یک گونه از سرده بابونه است.